# American Music Awards 1980
Die siebten American Music Awards wurden von der American Broadcasting Company (ABC) am 18. Januar 1980 ausgestrahlt. Die Veranstaltung fand im The Prospect Studios in Los Angeles, Kalifornien statt. Moderatoren waren Elton John, Toni Tennille und Natalie Cole.

## Gewinner und Nominierte
| Kategorie                        | Gewinner                                           | Nominierungen                                                        |
| -------------------------------- | -------------------------------------------------- | -------------------------------------------------------------------- |
| Pop/Rock Category                |                                                    |                                                                      |
| Favorite Pop/Rock Male Artist    | Barry Manilow                                      | Billy Joel Kenny Rogers                                              |
| Favorite Pop/Rock Female Artist  | Donna Summer                                       | Olivia Newton-John Barbara Streisand                                 |
| Favorite Pop/Rock Band/Duo/Group | Bee Gees                                           | Cheap Trick Supertramp                                               |
| Favorite Pop/Rock Album          | Bee Gees – Spirits Have Flown                      | Led Zeppelin – In Through the Out Door Donna Summer – Bad Girls      |
| Favorite Pop/Rock Song           | Donna Summer – Bad Girls                           | The Knack – My Sharona Rod Stewart – Do Ya Think I’m Sexy?           |
| Soul/R&B Category                |                                                    |                                                                      |
| Favorite Soul/R&B Male Artist    | Michael Jackson                                    | Rick James Teddy Pendergrass                                         |
| Favorite Soul/R&B Female Artist  | Donna Summer                                       | Gloria Gaynor Stephanie Mills                                        |
| Favorite Soul/R&B Band/Duo/Group | Commodores                                         | Chic Earth, Wind and Fire                                            |
| Favorite Soul/R&B Album          | Michael Jackson – Off the Wall                     | Commodores – Midnight Magic Teddy Pendergrass – Teddy                |
| Favorite Soul/R&B Song           | Michael Jackson – Don’t Stop ’Til You Get Enough   | Kool & The Gang – Ladies Night Peaches & Herb – Reunited             |
| Country Category                 |                                                    |                                                                      |
| Favorite Country Male Artist     | Kenny Rogers                                       | Waylon Jennings Willie Nelson                                        |
| Favorite Country Female Artist   | Crystal Gayle                                      | Barbara Mandrell Dolly Parton                                        |
| Favorite Country Band/Duo/Group  | The Statler Brothers                               | The Oak Ridge Boys Kenny Rogers & Dottie West                        |
| Favorite Country Album           | Kenny Rogers – The Gambler                         | Crystal Gayle – Miss the Mississippi Waylon Jennings – Greatest Hits |
| Favorite Country Song            | Barbara Mandrell – Sleeping Single in a Double Bed | Waylon Jennings – Amanda Eddie Rabbitt – Suspicions                  |
| Ehrenpreis                       |                                                    |                                                                      |
| Benny Goodman                    |                                                    |                                                                      |